# Giuseppe Arcimboldo
Giuseppe Arcimboldo (Milà, 1527 - Milà, 1593) fou un pintor italià, conegut sobretot per les seves representacions manieristes de la cara humana a partir de flors, fruites, plantes, animals o objectes.

## Vida
Va estar al servei dels Habsburg entre els anys 1560 i 1587. Se suposa que va treballar també a la Itàlia meridional i que va tenir un taller propi i deixebles a Roma.
Va treballar per a l'emperador Maximilià II del Sacre Imperi romanogermànic i més tard pel seu fill Rodolf II en la seva cort de Praga. Partí de Praga (1587) i va anar a Milà, on morí.
Hom el considera el "Leonardo da Vinci" de la cort bohèmia, dissenyador d'aparells hidràulics miraculosos (un poc com el seu coetani en la cort espanyola Juanelo Turriano) i d'instruments musicals fantàstics: en aquest sentit es pot dir que va treballar per a l'emperador Rodolf II "reemplaçant" la figura del vell Juanelo, les invencions, experiències diverses i aparells mecànics del qual van impressionar el jove Rodolf durant la seva estada en la cort del seu oncle, el rei espanyol Felip II. També va dissenyar vestits i objectes de decoració.
S'especialitzà en els capritxos al·legòrics, pintures en els quals les natures mortes, els conjunts de flors, fruites, mariscs o peixos, estructuren figures simbòliques dels elements o de les estacions.

## Obres destacades

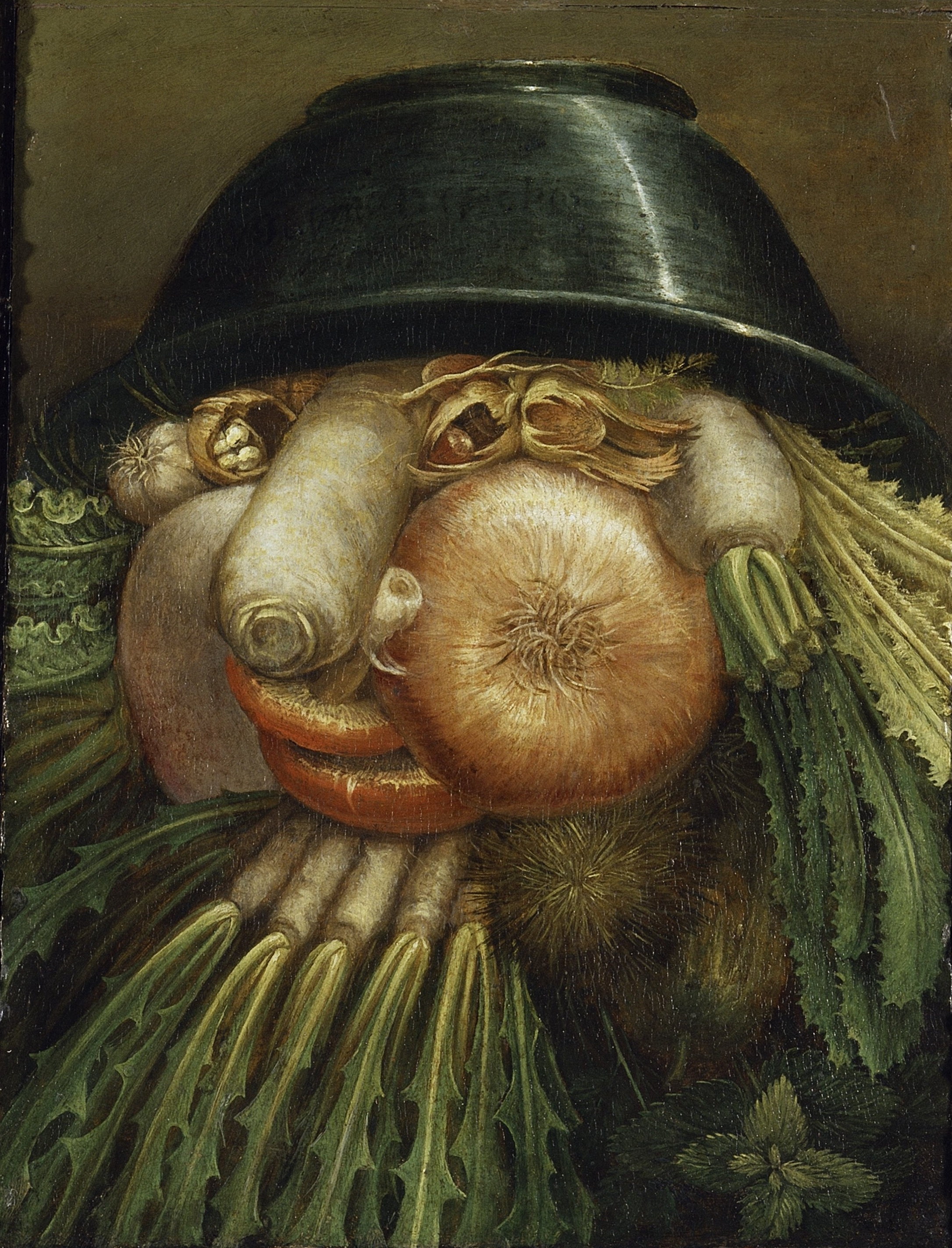
Retrat amb vegetals per Arcimboldo

El retrat és un capritx al·legòric, una de les representacions manieristes de la cara humana a partir de flors, fruites, plantes, animals i objectes propis d'aquest autor i del seu estil manierista.
- La sèrie de les quatre estacions
- Els quatre elements
- L'olla de llegums
- Retrat de l'emperador Rodolf II (1590)